# Belhi (Siraha)
Belhi (nepalski: बेल्ही) – gaun wikas samiti we wschodniej części Nepalu w strefie Sagarmatha w dystrykcie Siraha. Według nepalskiego spisu powszechnego z 2001 roku liczył on 738 gospodarstw domowych i 3763 mieszkańców (1876 kobiet i 1887 mężczyzn).